# Seriana nigrata
Seriana nigrata är en insektsart som beskrevs av Irena Dworakowska 1981. Seriana nigrata ingår i släktet Seriana och familjen dvärgstritar. Inga underarter finns listade i Catalogue of Life.